# Pierre-Alexandre Morlon
Pour les articles homonymes, voir Morlon (homonymie).
Pierre-Alexandre Morlon né à Mâcon le 4 juin 1878 et mort à Houdan le 24 février 1951 est un sculpteur et médailleur français.

## Biographie
Né dans une famille de tailleurs de pierre, Pierre-Alexandre Morlon devient, à partir de 1897, élève d'Alexandre Falguière (1831-1900) à l'École des beaux-arts de Paris. Il expose au Salon à partir de 1900.

## Œuvre

### Sculptures
Ses sculptures les plus notables sont conservées à Mâcon : le bas-relief en calcaire des Vendanges ornant le grand hall de la chambre de commerce et d'industrie de Saône-et-Loire,, le Monument aux morts de la Première Guerre mondiale (1923) et le groupe en bronze des Porteurs de bennes dit aussi Les Vendangeurs (1923) sur la place de la Barre.
En 1911, l'architecte Raoul Brandon réalise un immeuble aux nos 199-201 de la rue de Charenton à Paris, dont les sculptures sont dues à Morlon. Elles représentent des travailleurs dans des attitudes d'atlantes en terme : un pêcheur, un paysan, un mineur et un ouvrier.
L'église Saint-Michel de Wittelsheim (Haut-Rhin), construite en 1931 et en partie reconstruite après 1945, est ornée de sculptures d'Alexandre Morlon sur sa façade principale.

Œuvres de Pierre-Alexandre Morlon
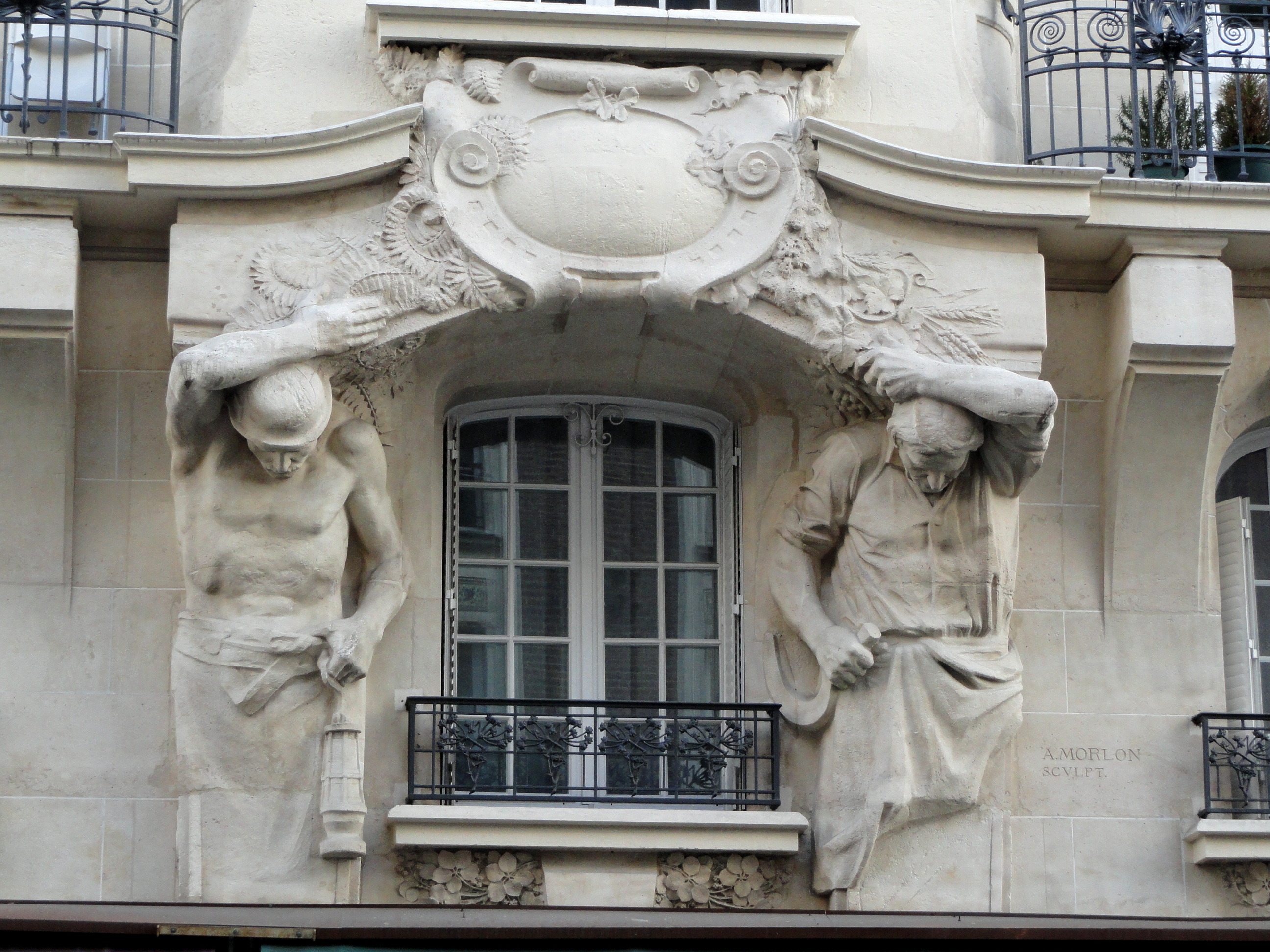
Atlantes, 1911, façade du 199-201, rue de Charenton à Paris.
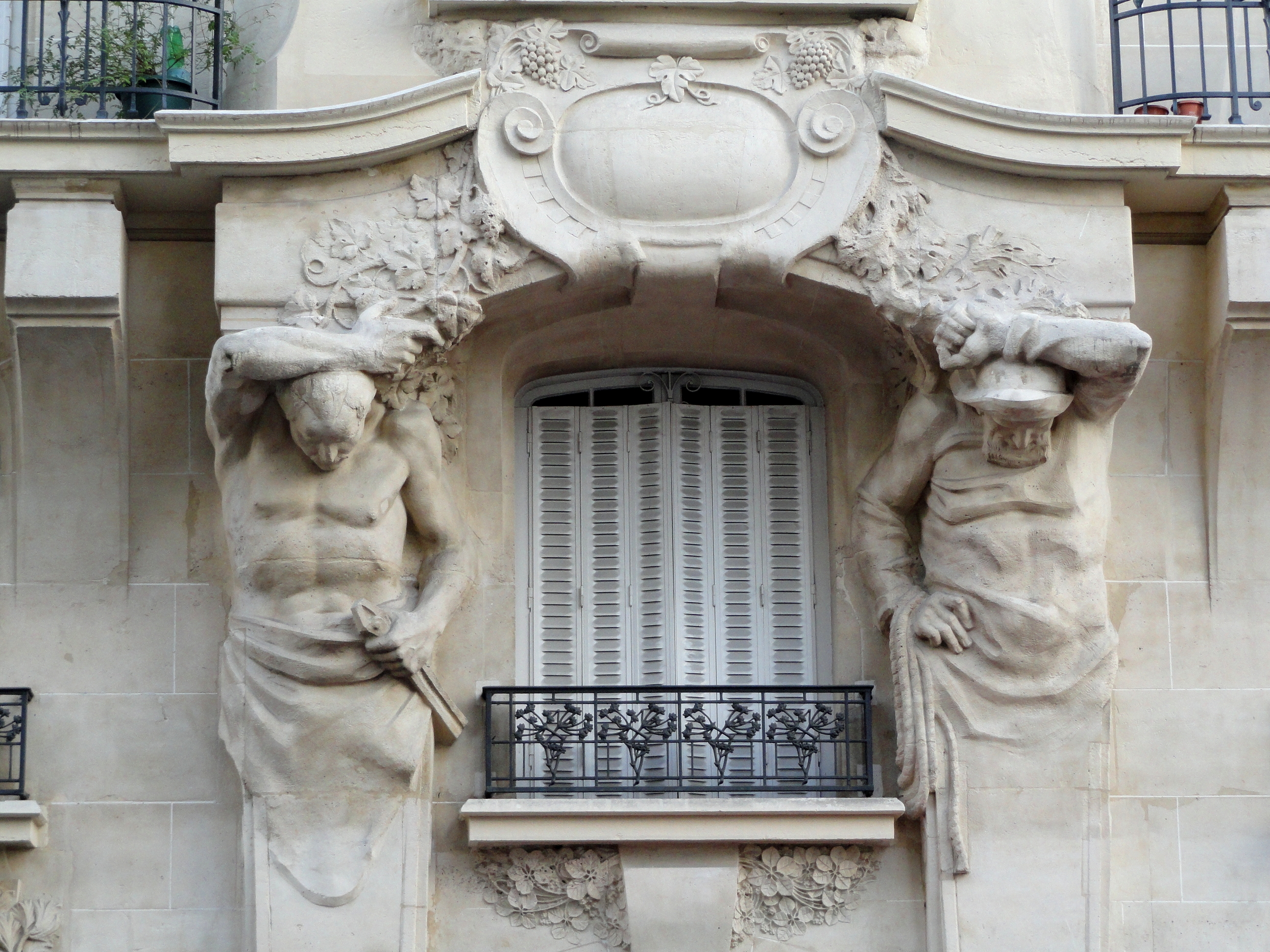
Atlantes, 1911, façade du 199-201, rue de Charenton à Paris.
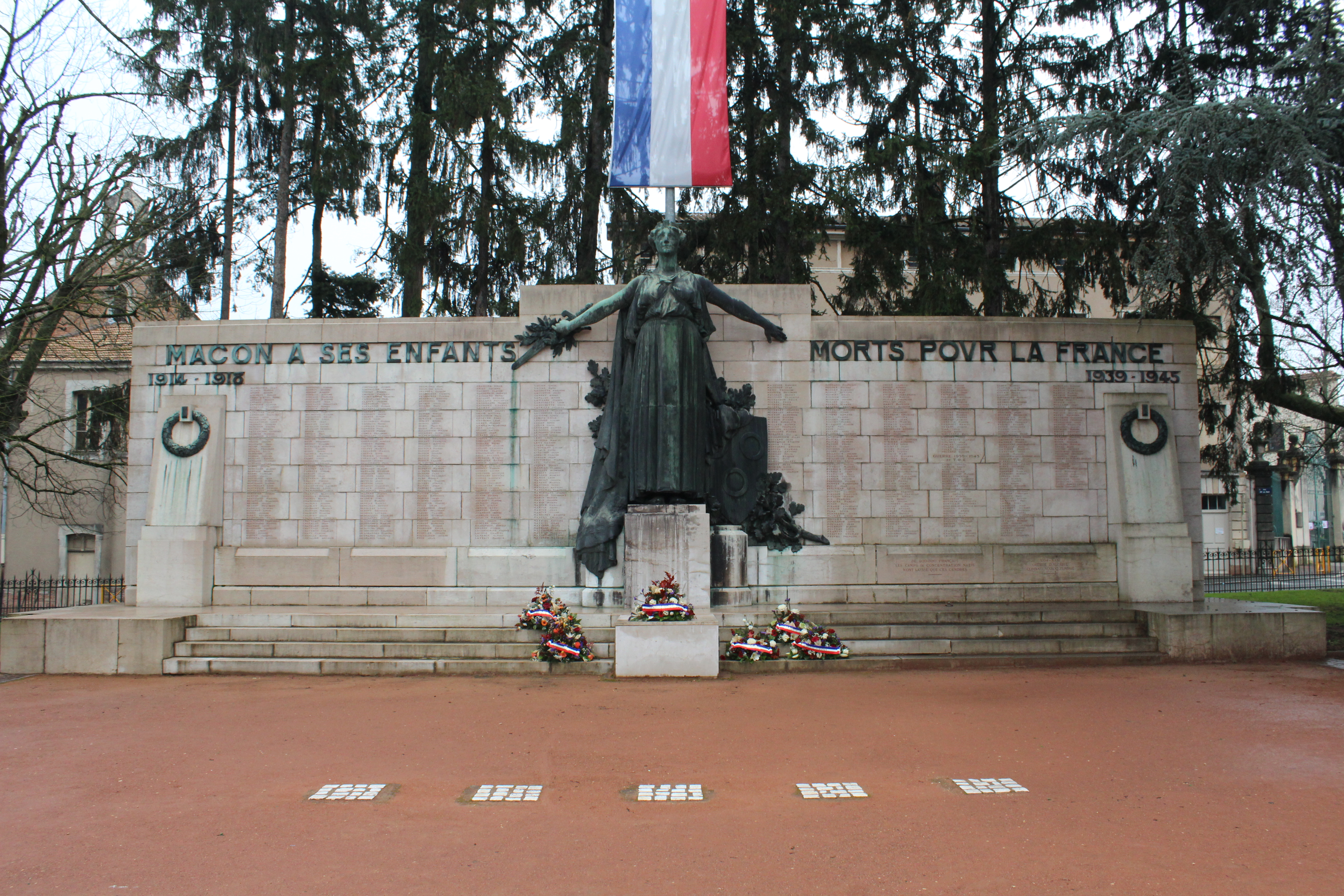
Monument aux morts, 1923, Mâcon, square de la Paix.
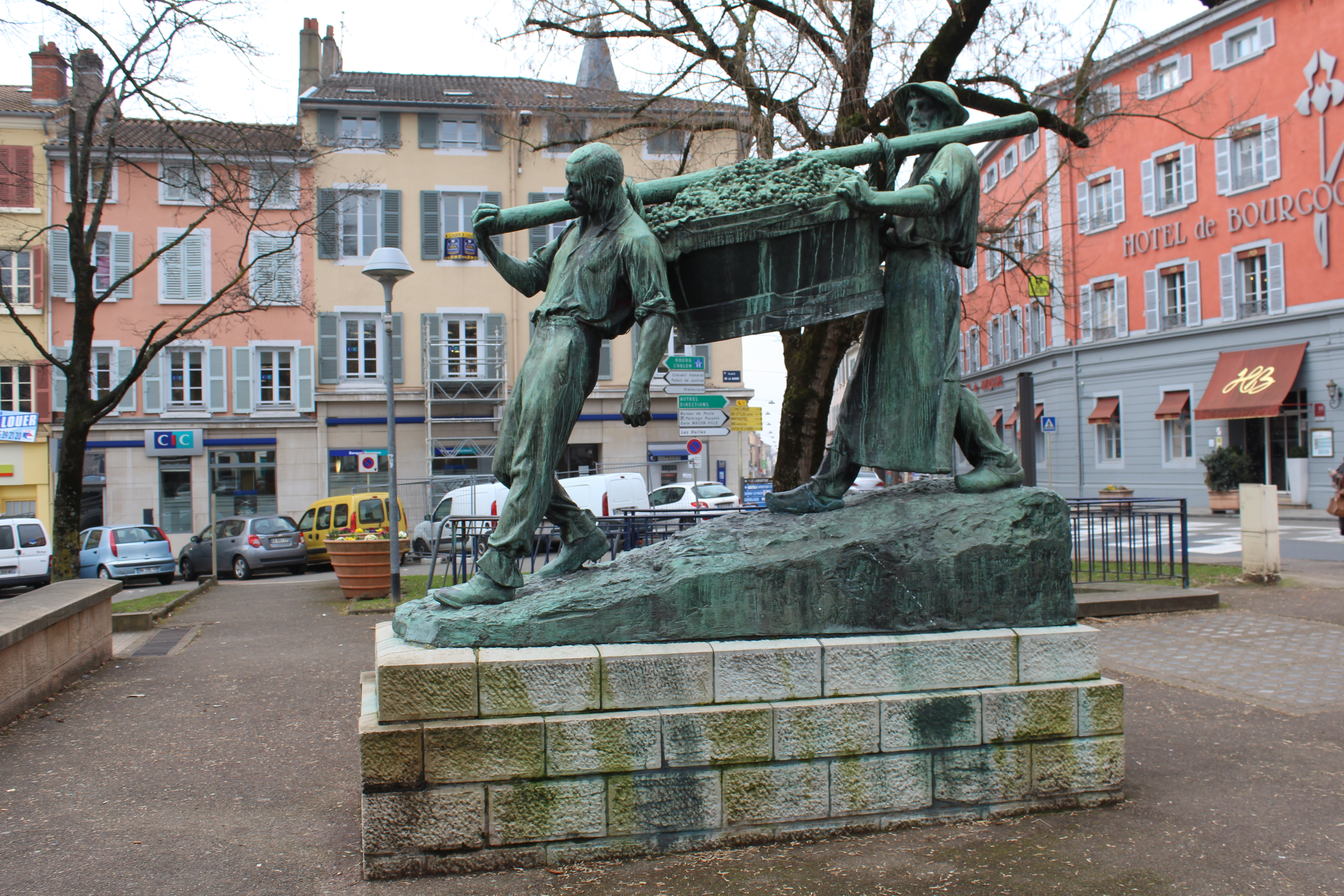
Porteurs de bennes dit aussi Les Vendangeurs, 1923, Mâcon, place de la Barre.

### Numismatique

#### Monnaies

2 francs Morlon (1940).

En 1931, il crée un nouveau type de monnaie, le type Morlon, à l'effigie de Marianne portant le bonnet phrygien ceint d'épis et de feuilles de chêne à l'avers, aux cornes d'abondance au revers. Cette gravure fut utilisée pour les pièces de 50 centimes, un franc et deux francs jusqu'en 1959.
Il réalisa également des pièces pour l'Uruguay, à l'avers très proches des pièces françaises.

#### Médailles
Morlon est également célèbre comme médailleur. Son premier grand succès fut d'être choisi comme auteur de la médaille française commémorative de la guerre (1921), qui fut bientôt suivie la médaille interalliée dite « médaille de la Victoire » (1923).
Parmi ses autres médailles, on peut citer :
- Victoire, médaille sportive en bronze, 1965, 50 mm, 75 gr ;
- République française, élections municipales, médaille en bronze, 40 mm, 31 gr ;
- République française, conseiller municipal, médaille en bronze, 40 mm, 31 gr.

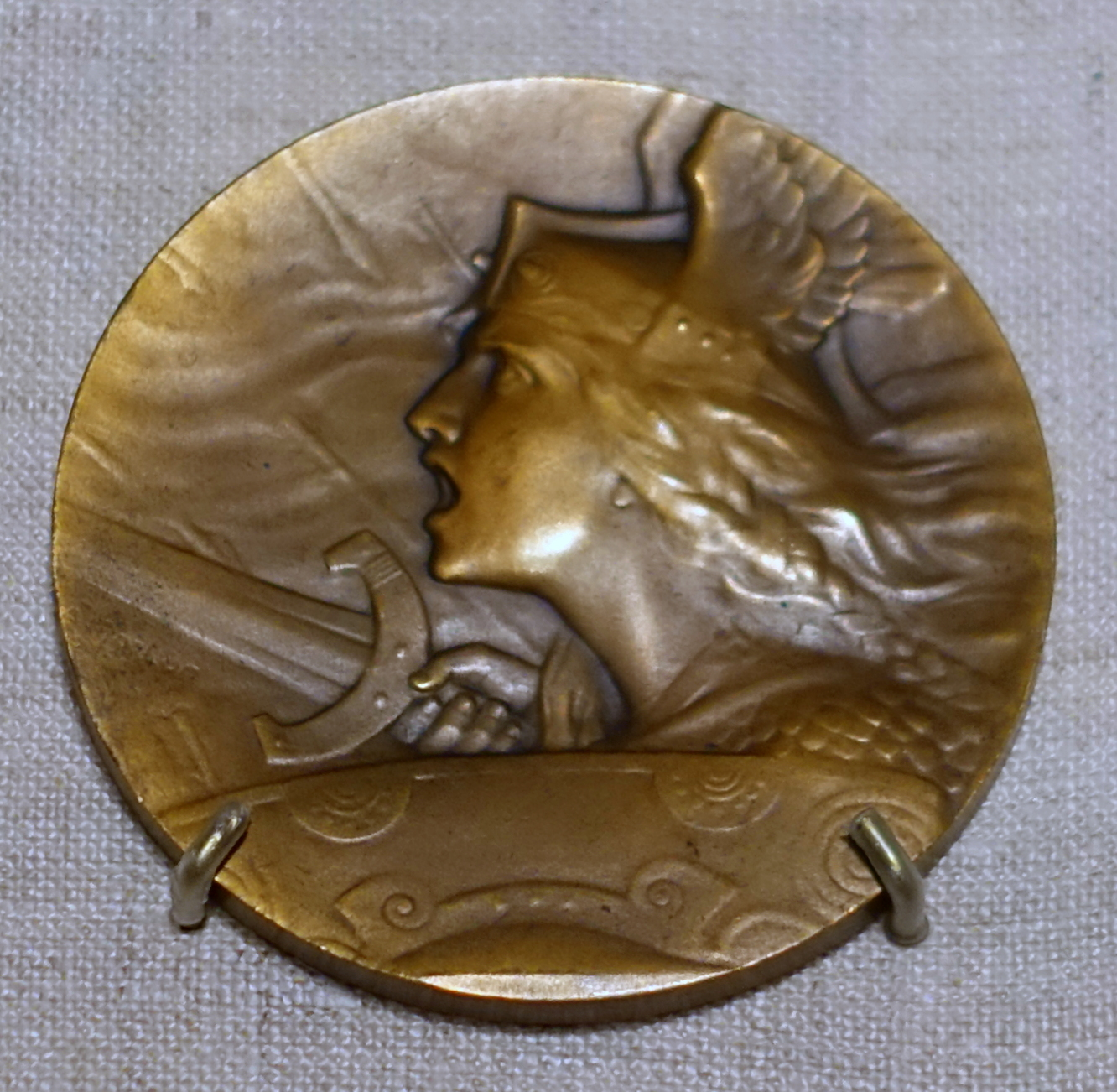
Furens Gallia, 1907, médaille en bronze, avers.
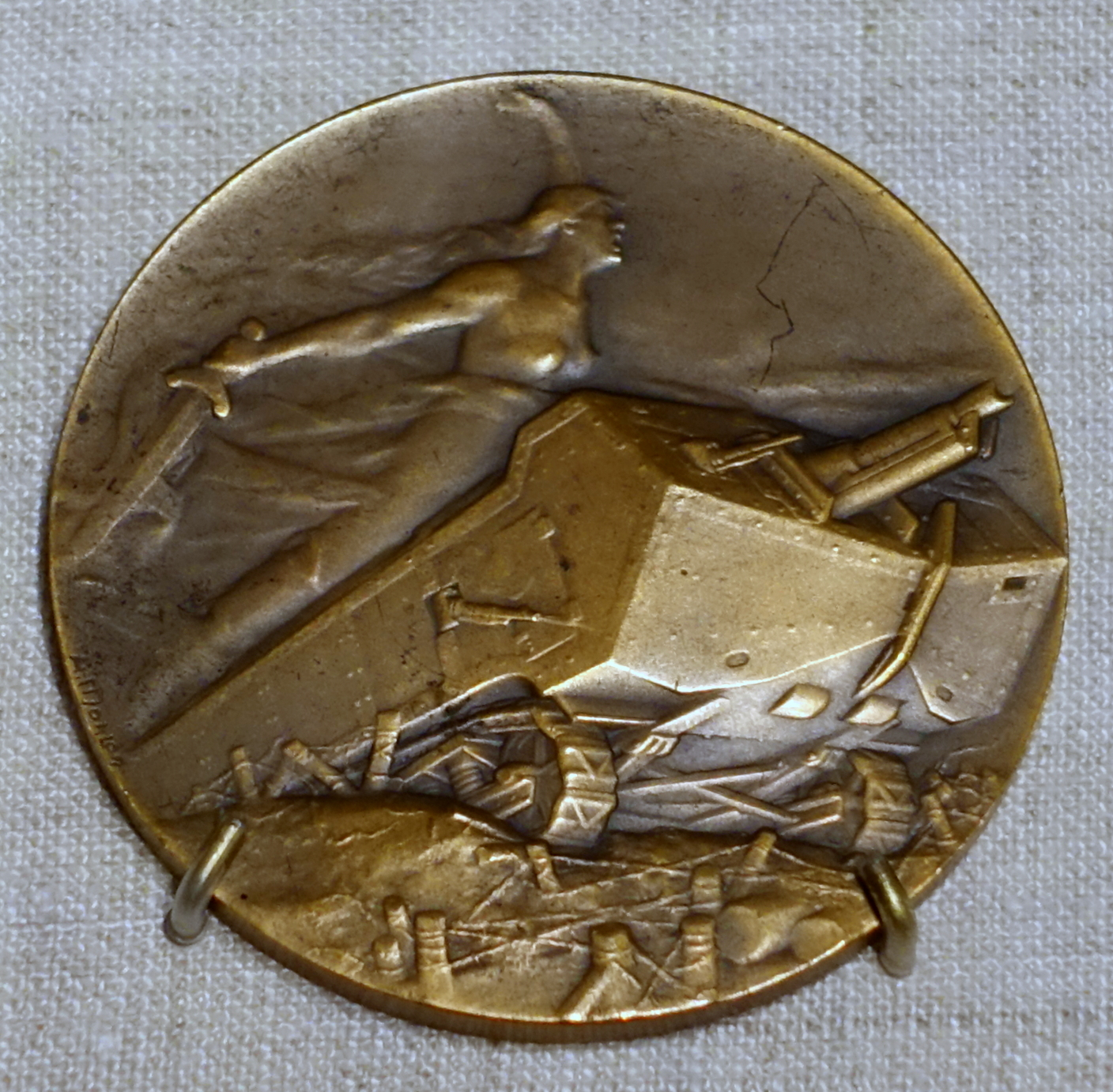
Furens Gallia, 1907, médaille en bronze, revers.

## Expositions
- « Pierre Alexandre Morlon (1878-1951), un art au service de la République », Mâcon, musée des Ursulines, du 23 juin au 5 novembre 2023[8].